# Sarah Gilbert
Sarah Catherine Gilbert (abril de 1962) es una vacunóloga británica, profesora de vacunología en la Universidad de Oxford y cofundadora de Vaccitech. Está especializada en el desarrollo de vacunas contra la gripe y los patógenos virales emergentes. Lideró el desarrollo y las pruebas de la vacuna universal contra la gripe, que se sometió a ensayos clínicos en 2011. El 30 de diciembre de 2020, la vacuna de Oxford-AstraZeneca para la COVID-19 que desarrolló conjuntamente con Oxford Vaccine Group fue aprobada para su uso en el Reino Unido.

## Biografía
Estudió en el instituto de Kettering, donde se dio cuenta de que quería trabajar en medicina. Se graduó en Ciencias Biológicas, por la Universidad de Anglia del Este en  Norwich (Norfolk, Inglaterra), y realizó su doctorado en la Universidad de Hull, donde se centró en bioquímica. Tras obtener su doctorado, trabajó como investigadora postdoctoral en la industria. Comenzó su carrera en la Brewing Industry Research Foundation antes de mudarse al Leicester Biocentre. Finalmente, se unió a Delta Biotechnology, una compañía biofarmacéutica que fabrica medicamentos en Nottingham.

## Trayectoria investigadora
En el año 1994, regresó a la universidad, y entró al laboratorio de Adrian V. S. Cerro. Su investigación inicial consideró las interacciones huésped-parásito en la malaria. Fue nombrada lectora en vacunología en la Universidad de Oxford en el 2004. Fue nombrada profesora en el Instituto Jenner, en el 2010. Con el apoyo de Wellcome Trust, comenzó a trabajar en el diseño y la creación de nuevas vacunas contra la gripe. En particular, su investigación considera el desarrollo y las pruebas preclínicas de vacunas virales, que incorporan una proteína patógena dentro de un virus seguro. Estas vacunas virales inducen una respuesta de células T, que puede usarse contra enfermedades virales, contra la malaria y el cáncer.

### Vacuna universal de la gripe

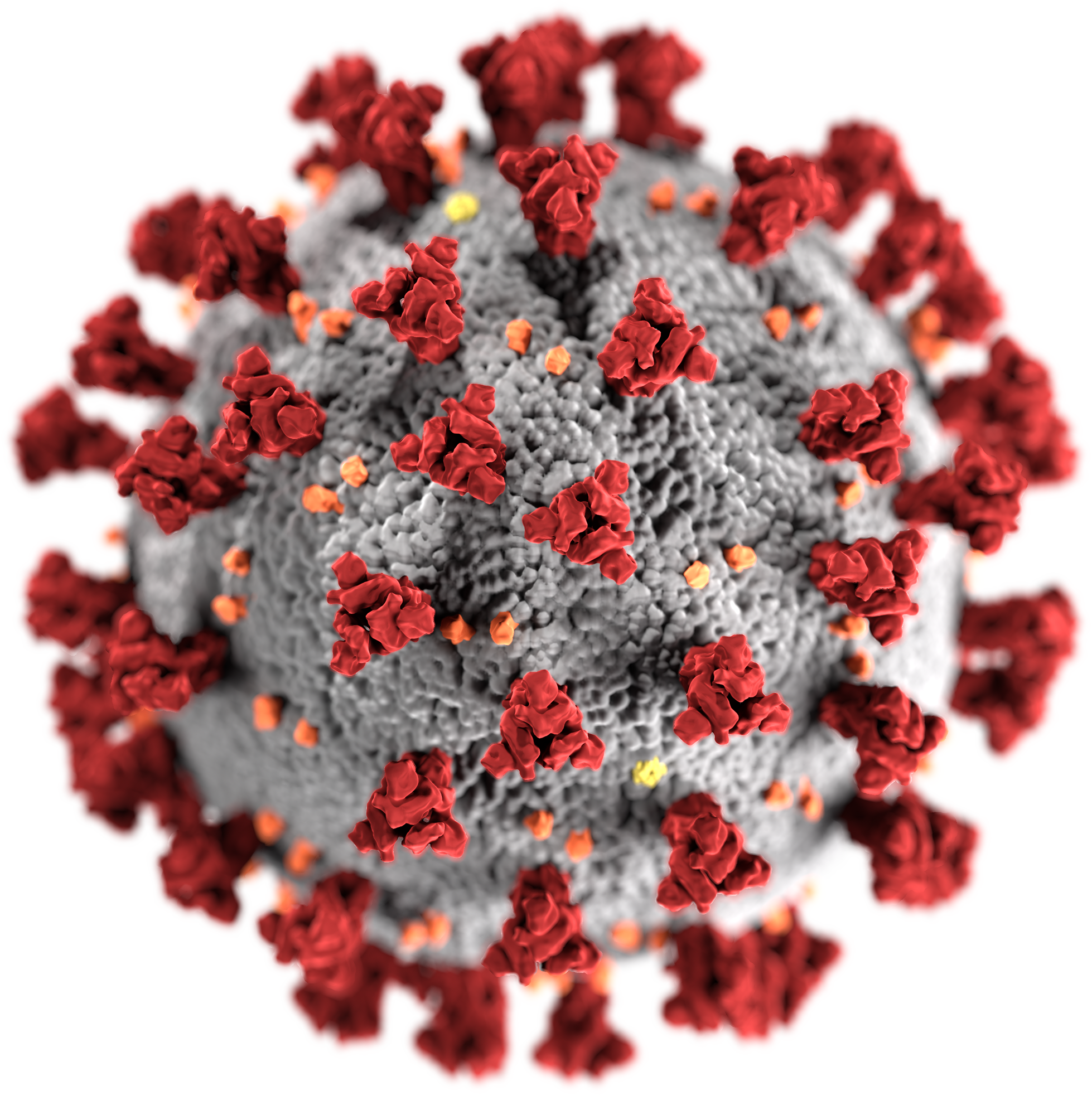
Representación gráfica del síndrome respiratorio agudo severo coronavirus 2 (SARS-CoV-2), creado por los Centros para Control de Enfermedad y Prevención, que revela la morfología ultraestructural exhibida por los coronavirus.

Participó en el desarrollo y las pruebas de la vacuna universal contra la gripe. A diferencia de las vacunas convencionales, la vacuna universal contra la gripe no estimula la producción de anticuerpos, sino que activa el sistema inmune para crear células T que son específicas para la gripe. Utiliza una de las proteínas centrales (nucleoproteína y proteína de matriz 1) dentro del Influenzavirus A, no las proteínas externas que existen en la capa externa. A medida que el sistema inmunitario se debilita con la edad, las vacunas convencionales no son efectivas para las personas mayores. La vacuna universal contra la gripe no necesita ser reformateada cada año y evita que las personas necesiten una vacuna contra la gripe estacional. Sus primeras pruebas clínicas en el 2008 usaron el virus Influenza A subtipo H3N2, monitorizando diariamente los síntomas de las personas pacientes. Fue el primer estudio que mostró que era posible estimular las células T en respuesta a un virus de la gripe, y que esta estimulación protegería a las personas de contraer la gripe. Su investigación demostró que el vector adenovirus ChAdOx1 puede usarse en vacunas que protegen contra el Síndrome Respiratorio de Oriente Medio (MERS) a ratones y capaces de inducir respuesta inmune contra MERS en humanos. El mismo vector también se usó para crear una vacuna contra Nipah que fue efectiva en hámsters (pero nunca se probó en humanos), además de una vacuna potencial para la fiebre del Valle del Rift que protegía a ovejas, cabras y ganado (pero no se probó en seres humanos).

### Vacuna para COVID-19
Participó en el desarrollo de una nueva vacuna para proteger contra el coronavirus desde el comienzo de la pandemia de enfermedad por coronavirus 2019-2020, liderando el trabajo sobre esta vacuna junto a Andrew Pollard, Teresa Lambe, Sandy Douglas, Catherine Verde y Adrian Cerro. Al igual que con su trabajo anterior, la vacuna COVID-19 utiliza un vector adenoviral, que estimula una respuesta inmune contra la proteína espiga del coronavirus. Se anunciaron planes para comenzar estudios en animales en marzo de 2020, y se inició el reclutamiento de 510 participantes humanos para un ensayo de fase I / II el 27 de marzo. En abril de 2020, se informó que Gilbert dijo que su vacuna candidata podría estar disponible para septiembre de 2020; sin embargo, se requeriría una financiación de más de 100 millones de libras esterlinas para junio para lograrlo, habiendo comenzado con una financiación de más de 500,000 libras hasta la fecha, de fuentes como la Coalición para las Innovaciones en Preparación para Epidemias. Finalmente, la vacuna de Oxford-AstraZeneca para la COVID-19 que desarrolló conjuntamente con Oxford Vaccine Group fue aprobada para su uso en el Reino Unido el 30 de diciembre de 2020.Esta vacuna dejó de comercializarse en mayo de 2024 en la Unión Europea.

## Reconocimientos y premios
En 2021 ganó el Premio Princesa de Asturias de Investigación Científica y Técnica, junto con Katalin Karikó, Drew Weissman, Philip Felgner, Uğur Şahin, Özlem Türeci y Derrick Rossi, por su contribución científica encaminada a enfrentar la pandemia de COVID-19 y que «de forma independiente, han contribuido al desarrollo de alguna de las vacunas aprobadas hasta la fecha, todas ellas basadas en diferentes estrategias, que tienen la proteína S como blanco común».
En 2020 fue elegida por la BBC como una de las 100 mujeres inspiradoras e influyentes en el mundo en 2020.

## Obras
Gilbert tiene un Índice-h de 80 en Google Scholar.
- Schneider, Jörg; Gilbert, Sarah C.; Blanchard, Tom J.; Hanke, Tomas; Robson, Kathryn J.; Hannan, Carolyn M.; Becker, Marion; Sinden, Robert et al. (1998). «Enhanced immunogenicity for CD8+ T cell induction and complete protective efficacy of malaria DNA vaccination by boosting with modified vaccinia virus Ankara». Nature Medicine 4 (4): 397-402. ISSN 1078-8956. doi:10.1038/nm0498-397.
- McShane, H; Pathan, A A; Sander, C R; Keating, S M; Gilbert, S C; Huygen, K; Fletcher, H A; Hill, A V S (December 2004). «Erratum: Recombinant modified vaccinia virus Ankara expressing antigen 85A boosts BCG-primed and naturally acquired antimycobacterial immunity in humans». Nature Medicine 10 (12): 1397-1397. ISSN 1078-8956. doi:10.1038/nm1204-1397a.
- McConkey, Samuel J.; Reece, William H. H.; Moorthy, Vasee S.; Webster, Daniel; Dunachie, Susanna; Butcher, Geoff; Vuola, Jenni M.; Blanchard, Tom J. et al. (2003). «Enhanced T-cell immunogenicity of plasmid DNA vaccines boosted by recombinant modified vaccinia virus Ankara in humans». Nature Medicine (en inglés) 9 (6): 729-735. ISSN 1546-170X. doi:10.1038/nm881.
- Gilbert, S. C. (20 de febrero de 1998). «Association of Malaria Parasite Population Structure, HLA, and Immunological Antagonism». Science 279 (5354): 1173-1177. ISSN 0036-8075. doi:10.1126/science.279.5354.1173.

## Vida personal
Gilbert tuvo trillizos y un perro cojo en 1998. Su pareja dejó su carrera para ser el cuidador principal.